# Morimotoa morimotoi
Morimotoa morimotoi är en skalbaggsart som beskrevs av Uéno 1996. Morimotoa morimotoi ingår i släktet Morimotoa och familjen dykare. Inga underarter finns listade i Catalogue of Life.